# Enseñanza de Jesús sobre los niños

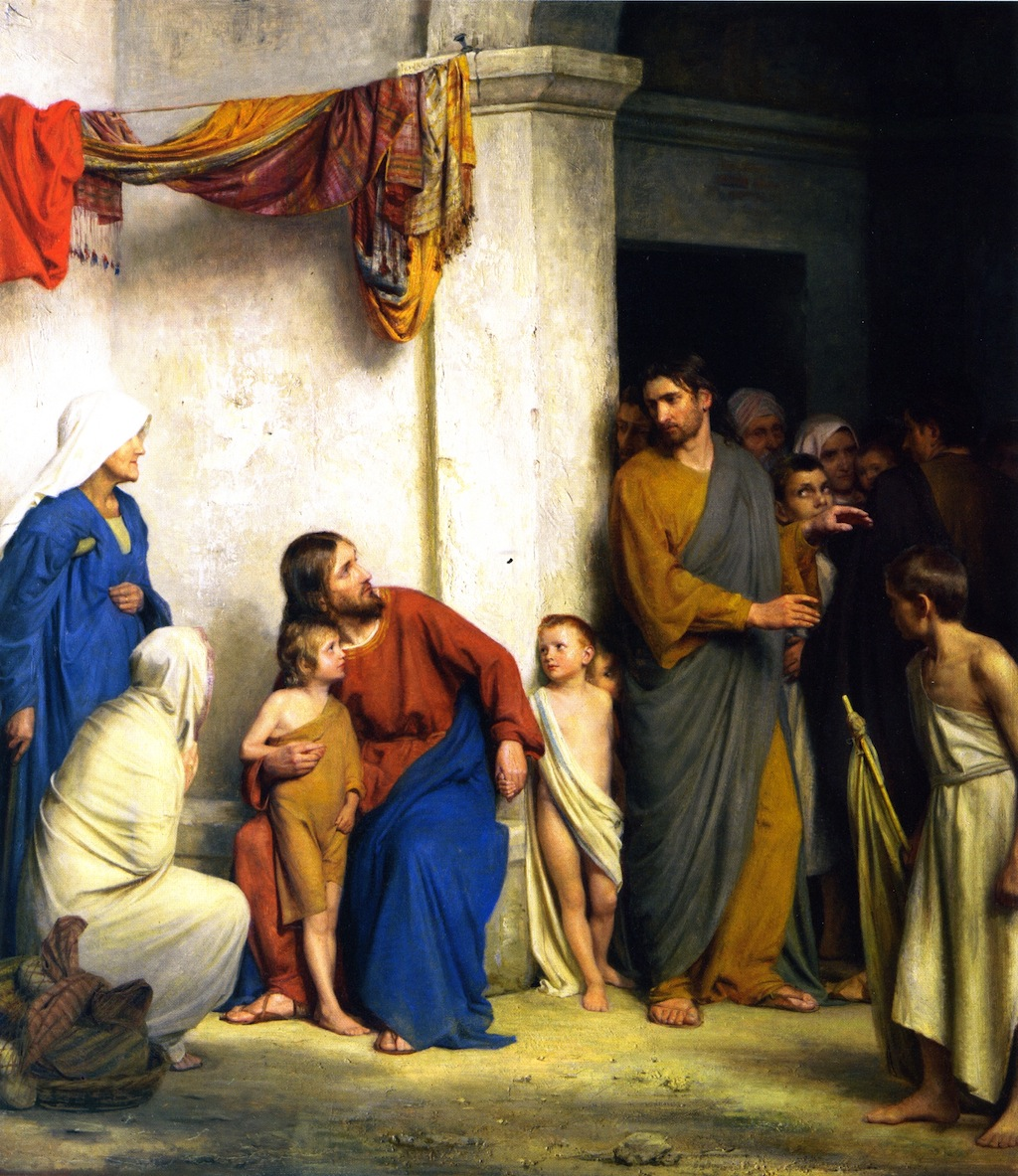
Cristo con niños por Carl Heinrich Bloch

Las enseñanzas de Jesús referidas a los niños pequeños (παιδίον, paidíon) y a los infantes/bebés aparecen en algunos lugares del Nuevo Testamento y en el no canónico Evangelio de Tomás

## Nuevo Testamento
La Versión King James del Evangelio de Mateo (capítulo 18) relata que:

En aquel tiempo vinieron los discípulos a Jesús, diciendo: ¿Quién es el mayor en el reino de los cielos?
Y Jesús llamó a un niño, y lo puso en medio de ellos,
Y dijo: De cierto os digo que si no os convertís y os hacéis
como niños, no entraréis en el reino de los cielos. 
Por tanto, cualquiera que se humille como este niño, ése es el mayor en el reino de los cielos.
Y cualquiera que reciba a uno de estos niños en mi nombre, me recibe a mí.
Pero cualquiera que ofenda a uno de estos pequeños que creen en mí, más le valdría que le colgaran al cuello una piedra de molino y que se ahogara en el fondo del mar. 
 ¡Ay del mundo a causa de las ofensas! porque es necesario que vengan las ofensas; pero ¡ay de aquel hombre por quien viene la ofensa!
 Por tanto, si tu mano o tu pie te ofenden, córtalos y échalos de ti; mejor te es entrar en la vida cojo o manco, que teniendo dos manos o dos pies ser echado en el fuego eterno. 
Y si tu ojo te es ocasión de caer, sácatelo y échalo de ti: mejor te es entrar con un solo ojo en la vida, que teniendo dos ojos ser echado en el fuego del infierno.
Mirad que no despreciéis a uno de estos pequeños; porque os digo que en el cielo sus ángeles contemplan siempre el rostro de mi Padre que está en los cielos. (KJV)

La palabra traducida como convertido en la versión King James (en griego στράφητε, straphēte) significa literalmente 'vuelta'. Se traduce como «girar» en la English Standard Version y American Standard Version y como «cambiar» en la Nueva Versión Internacional. En otras partes del Nuevo Testamento, el cambio de corazón exigido por Juan el Bautista y por Jesús utiliza a menudo la palabra metanoia (en griego μετάνοια}}). El teólogo alemán Heinrich Meyer sugiere que el desafío de Jesús a su discípulos es «dar la vuelta en [el] camino, y adquirir una disposición moral similar a la naturaleza de los niños pequeños».

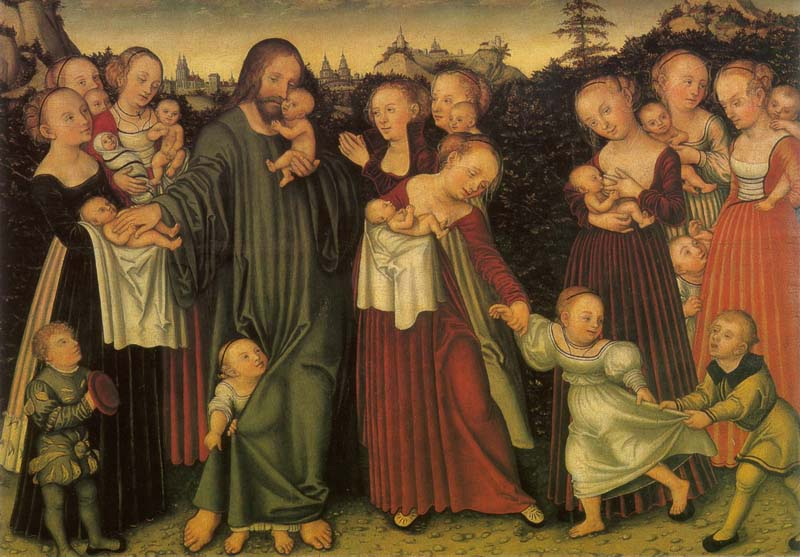
Cristo bendiciendo a los niños de Lucas Cranach el Joven

La Reino de los Cielos se compara con los niños pequeños en otros lugares del Nuevo Testamento:
- Mateo 19:13-15

Entonces le fueron presentados unos niños, para que pusiese las manos sobre ellos, y orase; y los discípulos los reprendieron.
Pero Jesús dijo: Dejad a los niños, y no les impidáis que vengan a mí; porque de los tales es el reino de los cielos.
Y poniendo las manos sobre ellos, se fue de allí.

- Lucas 18:15–17

Y le trajeron también niños para que los tocara; pero cuando sus discípulos lo vieron, los reprendieron.
Pero Jesús los llamó y les dijo: Dejad a los niños venir a mí, y no se lo impidáis, porque de los tales es el reino de Dios.
De cierto os digo que el que no reciba el reino de Dios como un niño, de ningún modo entrará en él..

## Evangelio de Tomás
Otro dicho que se refiere a los niños pequeños se encuentra en el Evangelio de Tomás no canónico. Los dos pasajes (Mateo 18:1-6 y el pasaje en Tomás) son diferentes en tono. Sin embargo, ambos comienzan comparando a los que entran en el Reino de los Cielos con niños, y luego hacen referencias a los ojos, manos y pies. En Mateo, Jesús sugiere que estas partes ofensivas deben ser «cortadas», mientras que el pasaje en Tomás adopta un tono diferente al describir la limpieza espiritual y la renovación:
Del Evangelio de Tomás:

22. Jesús vio a unos niños amamantando. Dijo a sus discípulos: «Estos niños de pecho son como los que entran en el reino (del Padre)». Ellos le dijeron: «¿Entonces entraremos en el reino (del Padre) como bebés?». Jesús les dijo: «Cuando hagáis de los dos uno solo, y cuando hagáis de lo interior como lo exterior y de lo exterior como lo interior, y de lo superior como lo inferior, y cuando hagáis de varón y hembra uno solo, de modo que el varón no sea varón ni la hembra sea hembra, cuando hagáis ojos en lugar de ojo, mano en lugar de mano, pie en lugar de pie, imagen en lugar de imagen, entonces entraréis [en el reino]. «

.

## Comentario
Cornelio a Lapide hace la siguiente nota en su Gran comentario:

Cristo nos pide que nos hagamos como niños. Brevemente, y al punto, resume San Hilario de Poitiers sus características que deben ser imitadas por los creyentes. «Ellos -dice- siguen a su padre, aman a su madre, no desean el mal a su prójimo, no se preocupan por las riquezas, no suelen ser insolentes, ni odiar, ni mentir. Creen lo que se les dice; consideran verdadero lo que oyen. Volvamos, pues, a la sencillez de los niños, porque cuando la tenemos, llevamos con nosotros una semejanza de la humildad del Señor.

Friedrich Justus Knecht comenta la frase «Dejad que los niños vengan a Mí:»

Este mandamiento fue dado para todos los tiempos. Los padres, y quienes los representan, deben llevar a sus hijos a Jesús; deben cuidar de que sean, ante todo, admitidos en la Iglesia por el santo Bautismo; de que aprendan a conocerle y amarle por medio de una educación cristiana; y de que, tan pronto como sean capaces de recibirla, sean unidos a Él por la sagrada Comunión, y fortalecidos en la virtud por la imposición de manos y la unción de la Confirmación. 